# Tom Rice (militaire)
Pour les articles homonymes, voir Rice et Tom Rice.
Thomas « Tom » Marcus Rice (né le 15 août 1921 à Coronado, en Californie, et décédé le 17 novembre 2022 dans la même ville) est un enseignant et militaire américain. 
Tom est connu comme vétéran de la 101e division aéroportée, avec laquelle il a participé au débarquement de Normandie. 

## Biographie
Tom Rice est un descendant direct d'un Français originaire de l'Oise qui avait émigré aux États-Unis en 1791. Il grandit à proximité de la base navale de Coronado et de la base navale de San Diego. Il est orphelin de père à l'âge de 13 ans et « devient rapidement autonome, comme beaucoup de jeunes de la Grande Dépression ». En 1942, à l'âge de 21 ans, il interrompt ses études supérieures pour s'engager dans l'armée américaine. Il est volontaire pour entrer dans le corps des parachutistes. Après une rude sélection, il est incorporé dans la 101ème division aéroportée. Au bout de plus d'un an d'entrainement, il est déployé en Angleterre en prévision du débarquement de Normandie. Devenu staff sergeant (c'est-à-dire sergent-chef), il commande durant l'opération une unité de douze hommes. Ils participent ensemble à la bataille de Carentan. Rice se bat ensuite aux Pays-Bas, où il est grièvement blessé à Bastogne. 
Après la guerre, Rice revient dans sa Californie natale. Il y devient professeur d'histoire. Marqué par son expérience militaire normande, Rice revient deux fois dans la région en 1984 et 1994 mais à chaque fois de manière anonyme, car il est persuadé que les normands sont rancuniers envers les américains à cause des destructions qu'ils ont causé durant les opérations militaires. C'est à la suite des démarches de l'historien normand Denis Van Brinken, qui mène des recherches sur la bataille de Carentan, que Rice accepte l'invitation de la mairie de la ville. Il est reçu avec les honneurs par le maire et les habitants, ce qui le surprend et l'émeut fortement : « C'est plus réjouissant que vous ne pouvez imaginer. Les Français sont tellement gentils avec nous et si aimants. Pour la plupart d'entre eux, c'est comme la famille. »
Tom Rice a aussi été un athlète amateur reconnu, coach de course à pied à ses heures. Il termine lui-même son dernier marathon à l'âge de 64 ans et jusqu'à la fin de sa vie, il s'applique à faire de la gymnastique tous les jours. Cet entretien soigneux de sa condition physique explique sans doute ses exploits ultérieurs. C'est ainsi qu'en 2019, à l'âge de 99 ans, il réussit un tour de force pour son âge en sautant en parachute durant les commémorations du 75e anniversaire du débarquement. Pour fêter ses 100 ans, il souhaite faire un saut en parachute au-dessus de Carentan, mais il en est empêché par la Pandémie de Covid-19. Il saute donc finalement au-dessus de Coronado. Il pose à cette occasion avec un drapeau normand. 
En novembre 2021, Rice publie un livre d'entretien avec l'historien Denis Van Brinken. Il décède le 19 novembre 2022.